# 韩盖淖尔
韩盖淖尔，是一个位于中国内蒙古自治区乌兰察布市察哈尔右翼后旗的盐湖，面积约为1.12平方千米，属于蒙新高原区。它的一级流域为内流区诸河，二级流域为内蒙古内流区。
2019年察哈尔右翼后旗人民政府公布的河湖管理范围划定成果的公告，韩盖淖尔管理范围边界线全长为19.662千米，管理范围面积为5.38平方千米。